# Sulzer AG

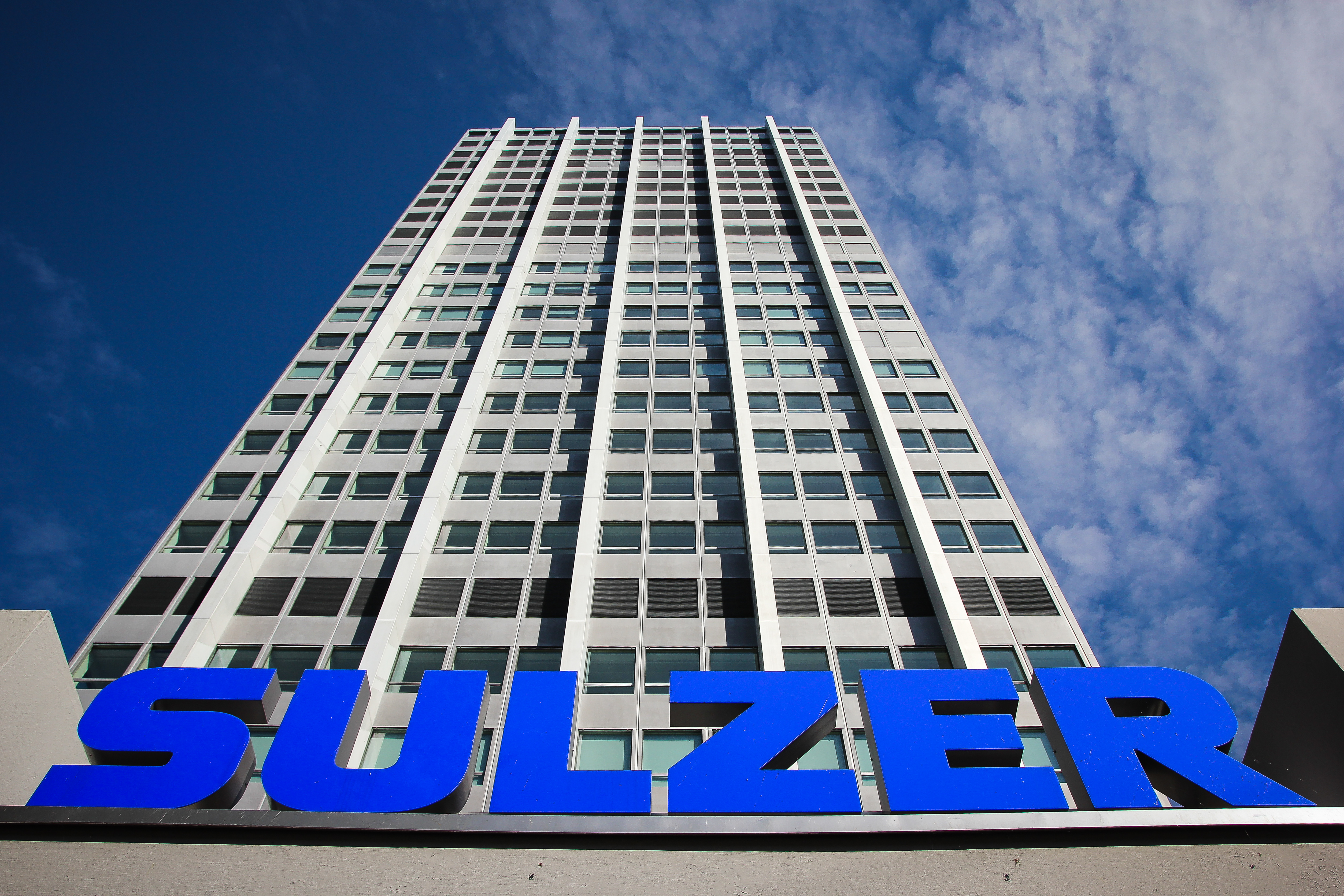
Hauptsitz in Winterthur

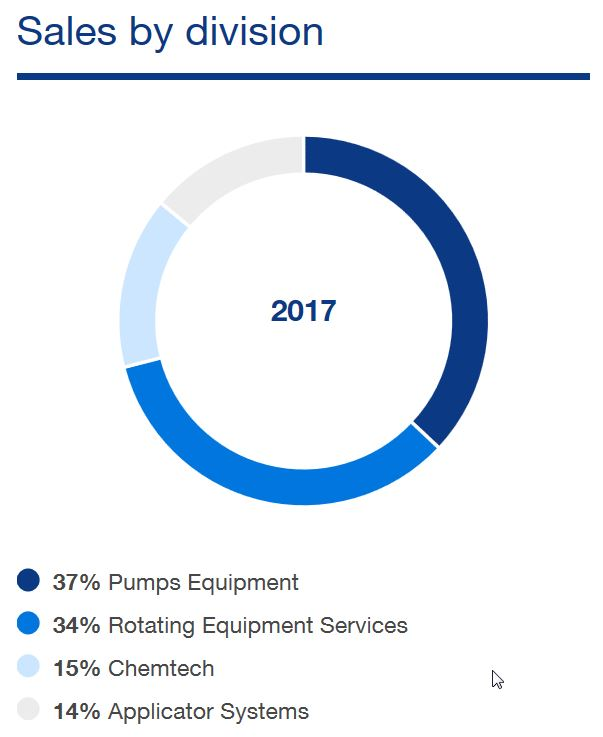
Umsatzanteile der Divisionen (Geschäftsbericht 2017)

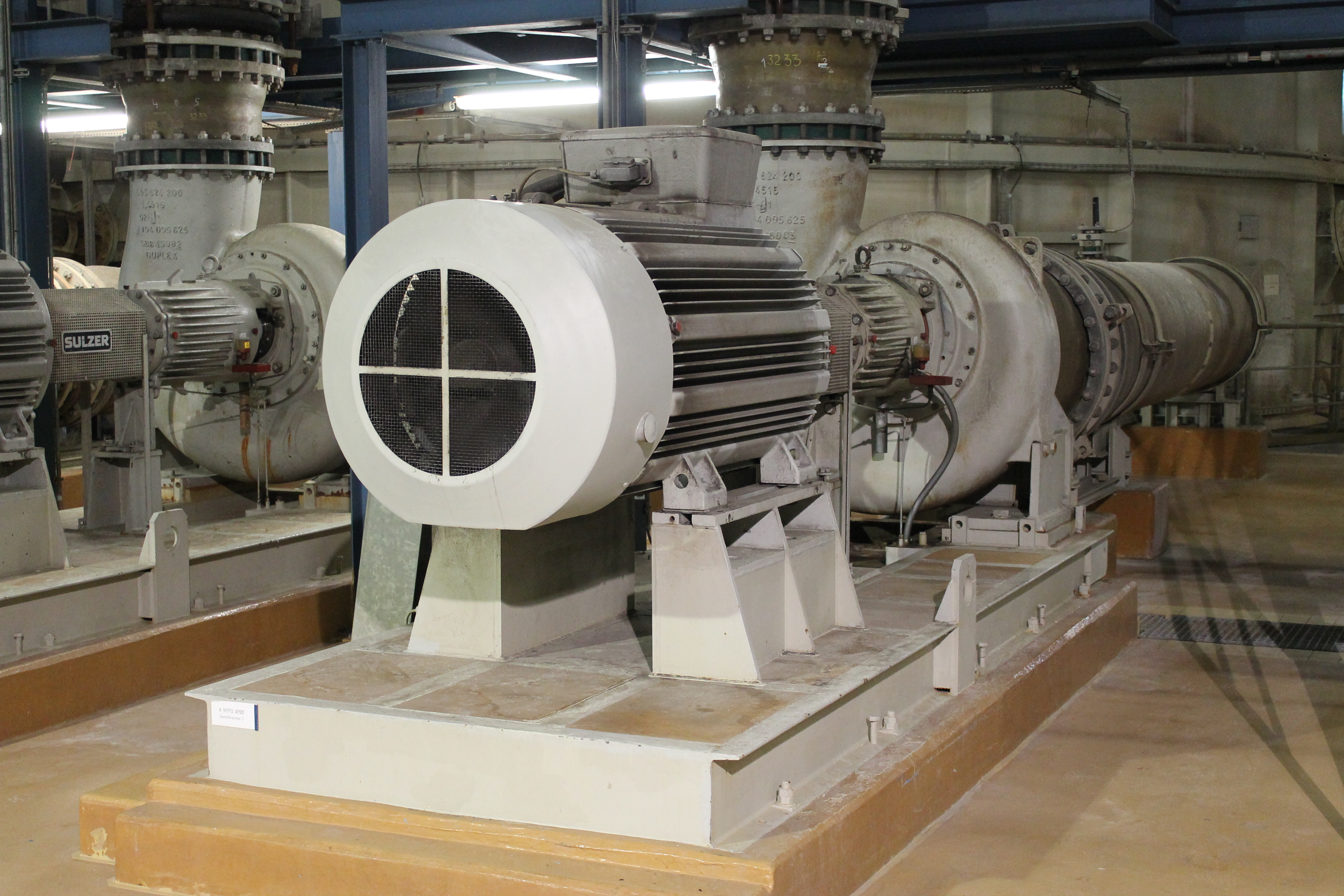
Sulzer-Pumpen im Kraftwerk Schwarze Pumpe

Die Sulzer AG ist ein weltweit tätiger Schweizer Industriekonzern mit Sitz in Winterthur.

## Unternehmensstruktur
Sulzer bestand laut Geschäftsbericht 2022 aus drei operativen Kerndivisionen:
- Flow Equipment
- Services – Services für rotierende Maschinen wie thermische Turbomaschinen, Generatoren und Motoren
- Chemtech – Prozesstechnologie, Trennkolonnen, Polymer, fraktionierende Kristallisation und Lizenztechnologien

Als Stabsfunktion gilt die Sulzer Management AG.
Der Sulzer-Konzern beschäftigte im Dezember 2022 insgesamt 12'900 Mitarbeiter und erwirtschaftete 2022 einen Umsatz von 3,2 Milliarden Schweizer Franken.

## Geschichte

### Gründung und Wachstum
Das Unternehmen «Gebrüder Sulzer, Giesserei in Winterthur» wurde 1834 durch Johann Jakob Sulzer gegründet, der das «Gebäude 1834» an der Zürcherstrasse in Winterthur erbauen liess. Seine Söhne Johann Jakob und Salomon produzierten Eisenguss, bauten Feuerspritzen, Pumpen und Apparate für die Textilindustrie; später begannen sie auch mit der Installation von Heizungen. 1836 wuchs die Belegschaft auf etwa vierzig Gesellen, Handlanger und Lehrlinge an. 1839 folgte eine Erweiterung um eine Giesserei, im ursprünglichen Gebäude wurde eine mechanische Werkstätte eingerichtet, und die erste Dampfmaschine in Winterthur entstand. 1845 wurde der betriebseigene «Kranken-Unterstützungs-Verein für Fabrikarbeiter» gegründet. 
Daraus wurde später die Sulzer-Krankenkasse, die 1997 in Provita umbenannt wurde und heute als eigenständige Krankenkasse tätig ist. 1859 entstand ein erster «Societäts-Vertrag» zwischen den Gebrüdern Sulzer, dabei wurden neue Produkte, zuerst Dampfmaschinen, später auch Schiffe, sowie neue Organisations- und Produktionsmethoden eingeführt. Um 1860 folgte ein erstes ausländisches Verkaufsbüro in Turin, 1867 die Teilnahme an der Weltausstellung in Paris, wo Sulzer mit der ersten horizontalen Ventildampfmaschine für Aufsehen sorgte. Die Belegschaft war auf über 1000 Arbeiter gewachsen, sodass Erweiterungsbauten notwendig wurden.
1870 wurde die erste firmeneigene Berufsschule der Schweiz mit Lehrwerkstätten gegründet. 1872 entstanden 24 Arbeiterwohnungen in Veltheim durch die Gesellschaft für Erstellung billiger Wohnhäuser, weitere Wohnhäuser und auch Eigenheime folgten in anderen Teilen von Winterthur. 1873 folgte eine Teilnahme an der Weltausstellung in Wien. Ab 1880 trugen vor allem Dampfmaschinen zum Wachstum auf etwa 2000 Beschäftigte bei. 1881 wurde ein Filialbetrieb in Ludwigshafen am Rhein gegründet. 
1890 wurde die erste «Arbeiterkommission» der Schweiz gegründet. 1898 entstand ein erster Sulzer-Dieselmotor in Zusammenarbeit mit Rudolf Diesel. 1905 war die von der Gebrüder Sulzer AG gebaute und auf dem Genfersee eingesetzte Venoge eines der ersten Schiffe mit Dieselmotor.

Blick vom Telegrafenturm auf das Sulzerareal, um 1907

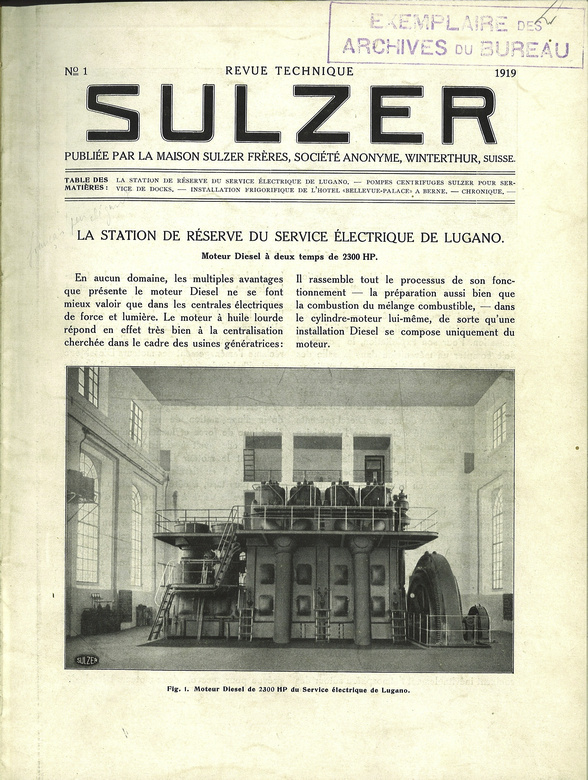
Die erste Ausgabe der Sulzer Technical Review (1919)

Um 1900 hatte das Unternehmen über 3000 Mitarbeiter und Verkaufsbüros in Mailand, Paris, Kairo, London, Moskau und Bukarest, ab 1914 auch im japanischen Kōbe. Als Familienunternehmen war die Firma in der Form der offenen Handelsgesellschaft über die Jahre gewachsen, im Juni 1914 erfolgte dann die Umwandlung in zwei Aktiengesellschaften mit Sitz in Winterthur und Ludwigshafen am Rhein, die beide den Namen Gebrüder Sulzer Aktiengesellschaft erhielten. 1917 wurden beide Gesellschaften in einer Holding-Struktur unter der Sulzer-Unternehmungen AG gebündelt und in der Folge auch die ausländischen Verkaufsbüros in eigenständige Gesellschaften überführt.
1919 wurde eine erste regelmässig erscheinende Zeitung für die Belegschaft in der Schweiz als Kundenzeitschrift «Technische Rundschau Sulzer» herausgegeben. In den Folgejahren wuchs das Unternehmen mit dem Fortschritt der Technik. Zahlreiche Produktionsanlagen breiteten sich südwestlich der Altstadt von Winterthur aus, später auch in anderen Quartieren. 1920 erfolgte mit der Werkfürsorge der Gebrüder Sulzer die Gründung einer ersten Sozialversicherung für die Beschäftigten der Firma Sulzer. Die Werkfürsorge ist der älteste Vorläufer der heutigen Sulzer Vorsorgeeinrichtung. Sulzer konnte sich in der Zwischenkriegszeit als einer der drei weltweit führenden Dieselmotorenhersteller für die Schifffahrt etablieren.

### Krise der 1930er-Jahre
Während der 1930er-Jahre sank infolge der Weltwirtschaftskrise die Produktion um zwei Drittel, und es erfolgte ein massiver Personalabbau. 1937 erfolgte ein Streik, ein drohender zweiter Landesstreik wurde dabei auch bei Sulzer knapp verhindert und das «Friedensabkommen» zur Sicherung des Arbeitsfriedens unterzeichnet. Das Tochterunternehmen in Ludwigshafen am Rhein wurde 1941 an die Halbergerhütte verkauft sowie die übergeordnete Gesellschaft aufgelöst.

### Wachstum und Blüte in den Nachkriegsjahren

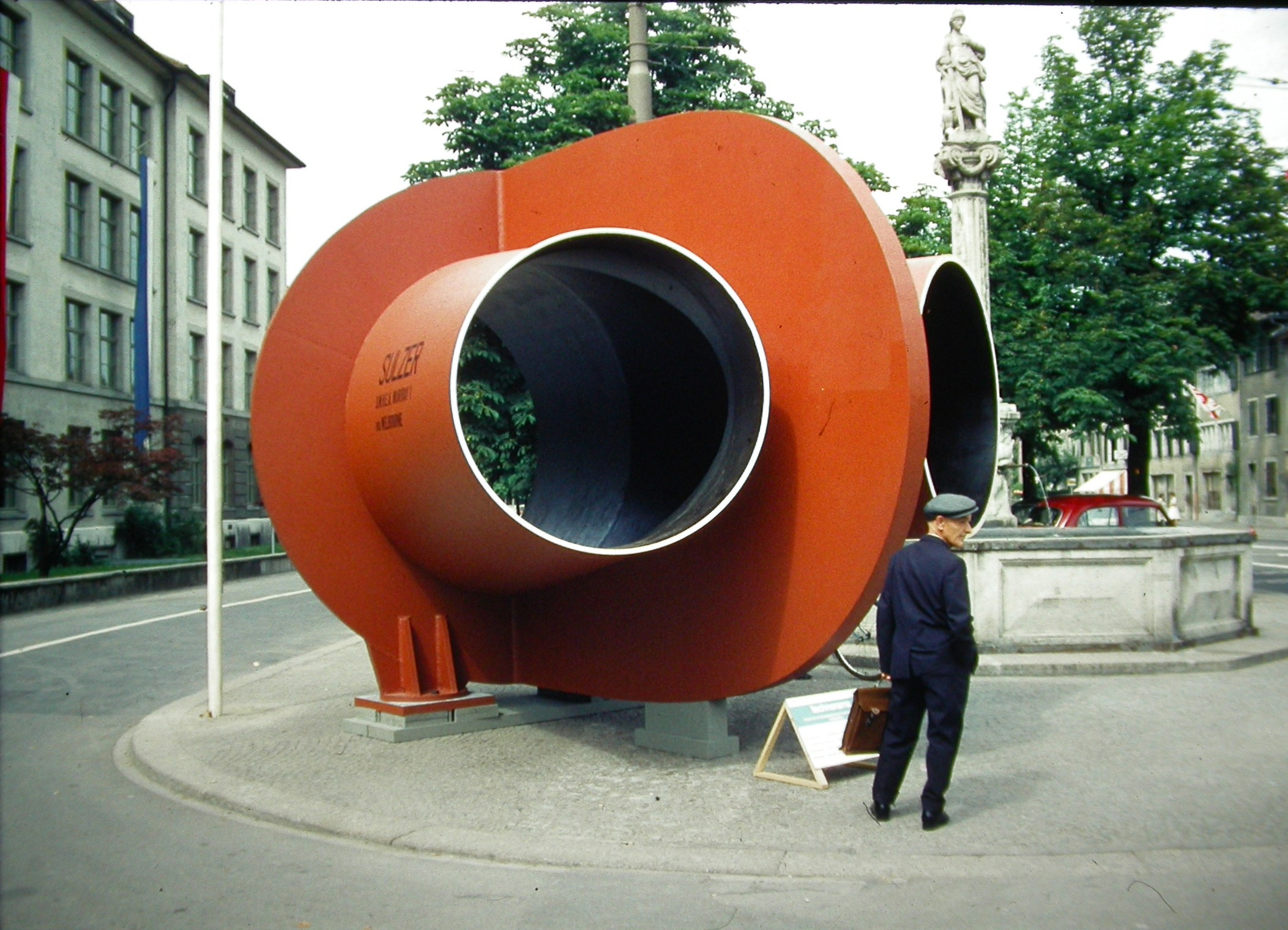
Während des 700-Jahre-Jubiläums der Stadt Winterthur waren auch Produkte der Industrie, darunter Sulzer, ausgestellt

Aktie über 1000 Franken der Gebrüder Sulzer AG vom 4. Mai 1955

Ab 1945 begann eine Wachstumsphase mit blühender Konjunktur und starkem Ausbau der Auslandaktivitäten. Als neues Segment kam die Produktion von Gasturbinen dazu. Für das Schweizer Militär wurde auch ein Zweistrom-Strahltriebwerk projektiert und ein Einstromtriebwerk gebaut und getestet. In den 1950er-Jahren erfolgte eine steigende Produktion durch Gastarbeiter, vor allem aus Südeuropa. Es kam zur Erweiterung des Werks Oberwinterthur sowie ferner zur Entstehung neuer Unternehmensbereiche für Energie, Anlagentechnik und Textilmaschinen, begleitet von besseren Arbeitsbedingungen, Ausbau der Sozialleistungen, Frauenarbeit für «leichtere Fabrikarbeiten» sowie zur Wohnbauförderung auch in umliegenden Gemeinden.
Während der zweiten Blütezeit nach dem Zweiten Weltkrieg entstand Anfang der 1960er-Jahre das Sulzer-Hochhaus – der neue Hauptsitz des Unternehmens, ein Wahrzeichen Winterthurs und damals höchstes Hochhaus der Schweiz.
1961 wurde die Schweizerische Lokomotiv- und Maschinenfabrik (SLM) in Winterthur übernommen, und der Grossdieselmotor wurde das weltweite Vorzeigeprodukt von Sulzer. 1966 erfolgte eine Beteiligung an der Maschinenfabrik Escher Wyss AG in Zürich mit 53 Prozent, womit Sulzer ein Allzeithoch mit über 30'000 Mitarbeitern erreichte. Eine Reorganisation folgte 1968; Sulzer gab sich eine «Konzernstruktur» mit einer vierköpfigen Leitung mit «Kollegialitätsprinzip». 1969 kam es zur vollständigen Übernahme der Escher Wyss AG, woraus die Sulzer-Escher Wyss AG entstand. Im gleichen Jahr übernahm Sulzer die Maschinenfabrik Burckhardt.

### Krise der 1970er- und 1980er-Jahre
In den 1970er-Jahren wurden wegen der Ölkrise eine neue Orientierung zum Technologiekonzern und der Aufbau von Materialtechnologien angekündigt. Während der 1980er-Jahre fanden eine Reorganisation mit «Präsidialsystem» und eine langsam angegangene Dezentralisierung statt. Auf den weltweiten Rückgang bei den Investitionsgütern in den 1970er-Jahren reagierte Sulzer nach Verlusten in der zweiten Hälfte der 1980er-Jahre. 1982 wurde die Maschinenfabrik Rüti übernommen, heimische Produktion und das Webmaschinengeschäft wurden ausgebaut.

### Verluste und Reorganisationen
1984 verzeichnete Sulzer Verluste, und es erfolgten massive Restrukturierungen. 1988 stieg Tito Tettamanti als Aktionär im Unternehmen ein. Es folgte eine weitere Reorganisation mit der Aufgabe von unrentablen Produktlinien und einer Umorientierung. Die Medizinaltechnik wurde durch den Kauf der amerikanischen Intermedics-Gruppe für eine Milliarde Franken ausgebaut. Die Winterthurer Maschinenfabrik wurde 1990 aufgelöst und ihre bisherigen Abteilungen unter gleichzeitiger Straffung der Produktbereiche im Unternehmen vertikal integriert. 
Dabei kam es zur Räumung des Gründungsareals in Winterthur und zum Planungsbeginn für eine Neunutzung. Sulzer beschäftigte erstmals mehr Mitarbeiter im Ausland als in der Schweiz. Es folgte 1989 die Gründung der New Sulzer Diesel (NSD) und 1991 der Verkauf der Dieselmotorendivision an Fincantieri (42 %), Bremer Vulkan (42 %) und das Management (6 %) unter Beibehaltung von 10 % des Aktienkapitals (ab 1997 Wärtsilä NSD, ab 2000 Wärtsilä Schweiz, ab 2015 Winterthur Gas & Diesel). 1992 wurden erstmals nichtschweizerische Aktionäre zugelassen. Die Giesserei Oberwinterthur wurde 1993 geschlossen. 
Am 14. Mai 1993 erfolgte die Umbenennung von Gebrüder Sulzer, Aktiengesellschaft in Sulzer AG.
1994 bündelte Sulzer seine papiertechnischen Aktivitäten in Ravensburg mit denen des württembergischen Maschinenbaukonzerns Voith zur Voith-Sulzer Papertec, inklusive der Papieraktivitäten der Krefelder Kleinewefers-Gruppe, die Sulzer erst 1992 erworben hatte. 1998 übernahm Voith die Anteile von Sulzer.
1996 entstand ein Technologiezentrum der Sulzer Orthopädie AG im Industriepark Oberwinterthur. Der Umweltbereich von Sulzer Chemtech wurde an Austrian Energy & Environment (AE&E) verkauft. Nach einem Börsengang der verselbständigten Elma Electronic AG wurde die Finanzierungsgesellschaft «Fonds für die Schaffung und Erhaltung von Arbeitsplätzen» für ausgegliederte (aufgegebene) Firmenbereiche gegründet.

### Schrumpfung und Ausverkauf
1997 erfolgte ein Börsengang der Sulzer Medica, und die Sulzer Thermtec (Apparaturen und Ventile für Kraftwerke) wurde an die britische IMI verkauft.
1998 übernahm Sulzer Medica die amerikanische Spine-Tech (Wirbelsäulen-Orthopädie). Im selben Jahr wurde das Engineering der Schweizerischen Lokomotiv- und Maschinenfabrik (SLM) an ABB Daimler-Benz Transportation (Schweiz) AG verkauft, die Sparte Zahnradbahnen an Stadler Rail, während das Restunternehmen als Sulzer-Winpro bis Mitte 2000 weiterbestand. Bei Sulzer Rüti wurden derweil neue Webmaschinen (Mehrphasenweben) eingeführt. 1999 kam es zu einer erneuten Reorganisation: Sulzer Industries und Sulzer Medica wurden eigenständig, Sulzer Pumps gründete ein Joint Venture mit der chinesischen Dalian Pumps, dabei sollten im Industrieteil bis 2001 weltweit 1900 Stellen abgebaut werden. Sulzer Hydro (Wasserkraft) wurde an die österreichische VA Tech Hydro verkauft, und Sulzer Medica verlagerte sich zu Sulzer Biologics in Austin, Texas.
2000 übernahm Sulzer Pumps die finnische Ahlstrom Pumps, und mehrere Divisionen sollten abgestossen und als erste Sulzer Turbo an die MAN-Gruppe verkauft werden. Mitte des Jahres wurde die Dampflokomotiv- und Maschinenfabrik DLM aus Sulzer-Winpro heraus verselbständigt, die Reste der ehemaligen SLM wurden 2001 durch Management-Buyout zur Winpro AG, während die Messtechniksparte an die PROSE AG verkauft wurde.
2001 gab es Probleme mit verunreinigten Hüftgelenkimplantaten von Sulzer Medica und Sammelklagen durch Spin-off von Sulzer Medica, Sulzer Infra an die Groupe Fabricom als Teil des Suez-Konzerns. Das Unternehmen wurde verkauft und fortan unter dem Namen Axima AG in der Schweiz (Axima GmbH in Deutschland), Sulzer Textil durch die italienische Promatech weitergeführt. 2002 wurde der Verwaltungsrat bis auf den Präsidenten komplett neu besetzt, und Sulzer Medica wurde in Centerpulse umbenannt. Sulzer Burckhardt wurde an das Management verkauft, und Sulzer Medica einigte sich mit den US-Klägern auf einen Vergleich. Die Sulzer AG zahlte hierfür 75 Millionen US-Dollar, wodurch ihr Aktienkurs massiv sank.

### Neuanfang mit vier Divisionen
Die Zeit seit 2003 wird als Neuanfang bezeichnet, da der Konzern seither aus den vier Divisionen Pumps, Metco, Chemtech und Rotating Equipment Services besteht. Seit Abschluss der Strukturbereinigung ist der Konzern kleiner, jedoch profitabler und mit starkem Wachstum. 2003 wurde ein «Kulturprogramm» beschlossen, welches zur Steigerung der Leistungsfähigkeit des Unternehmens beitragen sollte. Unterstützt von der guten Lage der Weltwirtschaft konnte das Programm in den Folgejahren einige Erfolge aufweisen. Die Kerndivisionen, insbesondere das Pumpengeschäft, wuchsen profitabel und steigerten den Betriebs- sowie Nettoerfolg um über 50 Prozent.
2006 wurde die Venturefirma Sulzer Hexis, welche sich jahrelang mit der Entwicklung einer Hochtemperatur-Brennstoffzelle vom Typ SOFC befasst hatte, aus Mangel an ökonomischen Perspektiven aufgegeben. Reste des Unternehmens blieben durch ein Management-Buy-out bestehen.
2007 stiegen die Wiener Investoren Ronny Pecik und Georg Stumpf gemeinsam mit dem russischen Oligarchen Viktor Vekselberg bei Sulzer ein. Am 26. April 2007 meldete die Everest Beteiligungs GmbH (Wien), ein Joint Venture der russischen Renova mit der österreichischen Investment Gruppe Victory, dass sie per 20. April 2007 eine Beteiligung von über 31 Prozent an Sulzer halte. Im Einzelnen setzte sich diese Beteiligung aus einem Aktienanteil von knapp 18 Prozent und einem Optionsanteil von rund 14 Prozent zusammen. Wirtschaftlich Berechtigte der Everest waren zum damaligen Zeitpunkt Viktor Vekselberg, die in Wien ansässige RPR-Privatstiftung von Ronny Pecik sowie die auch in Wien ansässige Millennium-Privatstiftung von Georg Stumpf. 
Keiner dieser Investoren hatte zuvor je eine Offenlegungsmeldung bei Sulzer erstattet. Dieser überraschende Einstieg zog die längste Untersuchung der Eidgenössischen Finanzmarktaufsicht (FINMA) nach sich, an deren Ende eine Anzeige wegen Verstosses gegen die Offenlegungspflichten resultierte. Die Investoren hatten sich eine Lücke in den Schweizer Kapitalmarktvorschriften zunutze gemacht und unter missbräuchlichem Einsatz von formal auf Barausgleich lautenden Optionen sich die potenzielle Kontrolle über die mit Aktien verbundenen bzw. durch Optionen mit Realerfüllung vermittelten Stimmrechte einräumen lassen. Die FINMA stellte auch fest, dass die Zürcher Kantonalbank (ZKB), die Deutsche Bank AG Zweigniederlassung Zürich (DBZ) und die NZB Neue Zürcher Bank (NZB) im Zusammenhang mit der Emission bzw. dem Handel dieser Optionen ihre aufsichtsrechtlichen Pflichten teilweise schwerwiegend verletzt hatten.
Zeitgleich zum Aufkommen der Gerüchte um einen zum damaligen Zeitpunkt noch unbekannten Investor, gepaart mit der Sorge um eine feindliche Übernahme, gab Sulzer 2007 bekannt, das englische Unternehmen Bodycote übernehmen zu wollen. 
Der Verwaltungsrat des börsennotierten Unternehmens lehnte allerdings ein Übernahmeangebot ab.
2010 wurde die britische Dowding & Mills, ein führender Anbieter von Unterhalts- und Reparaturservice für Generatoren und Motoren, für 180 Mio. Franken (Preis abzüglich der erworbenen flüssigen Mittel) akquiriert. Damit wurde die Division Sulzer Turbo Services gestärkt und deren Aktivitätsfeld erweitert. Dieser Schritt diente zudem der Stärkung des Servicegeschäfts, weg vom konjunkturabhängigen Neuwarengeschäft.
2011 leitete Sulzer die Übernahme der Pumpensparte Cardo Flow Solutions der schwedischen Assa Abloy für 858 Mio. Franken ein, um damit die Division Sulzer Pumpen im zukunftsträchtigen Wasser- und Abwassermarkt zu stärken. Durch den Deal, welcher im Juli von den Wettbewerbsbehörden genehmigt wurde, wuchs Sulzer um die Marken ABS und Scanpumps mit 1800 neuen Mitarbeitern.
Im Juli 2013 kündigte Sulzer an, trotz Umsatzwachstum und erhöhtem Bestelleingang gegenüber dem 1. Vorjahreshalbjahr die vierte Division «Sulzer Metco» veräussern zu wollen. Ein Verkauf soll zusätzliche Mittel für Zukäufe und Investitionen in organisches Wachstum in den verbleibenden drei Schlüsselmärkten verfügbar machen.
Im Juni 2014 wurde der Verkauf von «Sulzer Metco» an die schweizerische OC Oerlikon abgeschlossen.
Nach zwei Jahren mit drei Divisionen hat Sulzer zu Beginn des Jahres 2017 ihre Berichtsstruktur wieder mit einer vierten Division ergänzt. Die Einheit Sulzer Mixpac Systems, die seit 2006 im Konzern Applikatoren für Industrieklebstoffe herstellt, bildet seither mit den im Jahr 2016 akquirierten Geschäften von Geka und PC Cox die neue Division Applicator Systems.
Im Mai 2021 gab Sulzer bekannt, die Division Applicator Systems in ein neu zu gründendes Unternehmen namens medmix AG abspalten zu wollen. Jeder Aktionär der Sulzer AG soll Aktien des neuen Unternehmens im Verhältnis 1:1 erhalten. Das Vorhaben wurde an der ausserordentlichen Generalversammlung im September genehmigt.
Seit dem 1. Oktober 2021 ist medmix AG als eigenständiges Unternehmen an der Börse.

### Reaktionen zu den amerikanischen Sanktionen gegen russische Oligarchen
Obwohl Sulzer im April 2018 nicht direkt auf der Sanktionenliste des Office of Foreign Assets Control (OFAC) aufgeführt wurde, kam die Mehrheitsbeteiligung Victor Vekselbergs in die Kritik, weil der betroffene russische Oligarch den Industriekonzern über die von ihm beherrschte Finanzgesellschaft Renova zu 63,42 % kontrolliert hat. 
Damit Sulzer nicht indirekt den amerikanischen Sanktionen ausgesetzt ist, hat das Unternehmen dem OFAC einen Antrag gestellt, von Renova 5 Mio. Aktien zu übernehmen, sodass Vekselbergs Beteiligung auf knapp unter 50 % sinken würde, was keiner Mehrheit mehr entspräche. Mit dieser Massnahme konnte sich Sulzer vorerst aus dem Einflusskreis der amerikanischen Sanktionen befreien.
Am 12. April 2018 meldete das Unternehmen: «Übertragung der Aktien abgeschlossen – Renova-Anteil unter 50 % – Sulzer von US-Sanktionen befreit.»
Trotzdem, im Zuge der Sanktionen gegen Russland seit dem Überfall auf die Ukraine müssen nach Anordnungen der polnischen Regierung die Aktivitäten der zwei Tochtergesellschaften in Polen mit sofortiger Wirkung eingestellt werden, wie im Mai 2022 bekannt wurde. Sulzer will rechtlich dagegen vorgehen. 
Der Geschäftsbericht 2022 zeigte, dass trotz Aufgabe der Geschäfte in Polen, Russland und der Ukraine der Umsatz in etwa gleich geblieben ist (+ 1,8 %).
Per 1. November 2022 hat Verwaltungsratspräsidentin Suzanne Thoma zusätzlich die Geschäftsleitung von Frédéric Lalanne übernommen.